# Eukiefferiella ikleyensis
Eukiefferiella ikleyensis är en tvåvingeart som först beskrevs av Edwards 1929.  Eukiefferiella ikleyensis ingår i släktet Eukiefferiella, och familjen fjädermyggor. Arten har ej påträffats i Sverige.